# Kouiyal, Basavakalyan
Kouiyal là một làng thuộc tehsil Basavakalyan, huyện Bidar, bang Karnataka, Ấn Độ.